# 門倉直人
門倉 直人（かどくら なおと）は、日本のゲームデザイナー。別名義として、思緒 雄二（しお ゆうじ）を用いることもある。
初の日本国内産テーブルトークRPG『ローズ・トゥ・ロード』をデザインしたことで知られる。

## 来歴
幼少よりファンタジー作品に親しむ。13歳ごろに強い衝撃を受けた『指輪物語』を原作とし、初めてゲームを自作する。内容はコピットゲームを参考にしつつ、駒の能力を個性化し、勝利条件も善悪の陣営でそれぞれ異なるように工夫したものだった。
中学・高校とシミュレーションゲームに興味を抱き、やがてテーブルトークRPGと出会う。慶應義塾大学進学後は一時コンピュータRPGに傾倒するが、『クトゥルフの呼び声』によってペーパーメディアRPGの表現の可能性を再評価する。在学中に多摩豊とゲームサークル「慶応HQ」を旗揚げし、執筆活動を始める。

## 主な作品
- テーブルトークRPG
  - 『ローズ・トゥ・ロード』（ツクダホビー）
  - 『ビヨンド・ローズ・トゥ・ロード』（遊演体）
- ゲームブック
  - 『失われた体』魔法使いディノン1（ハヤカワ文庫）
  - 『闇と炎の狩人』魔法使いディノン2（ハヤカワ文庫）
  - 『送り雛は瑠璃色の』（教養文庫）思緒雄二名義
  - 『名なき者の谷』ＳＦマガジン(早川書房)1985年12月臨時増刊号（p.66-75)掲載。ユルセルームが背景世界の短編作品。
- テレビゲーム
  - 『テラ ファンタスティカ』（セガ）
  - 『ナップルテール』（セガ）
- 著作
  - 『シンデレラは、なぜカボチャの馬車に乗ったのか〜言葉の魔法〜』（新紀元社）